# Balzaquiana
Balzaquiana ou mulher balzaquiana é uma expressão que surgiu após a publicação do livro A Mulher de Trinta Anos (1831-32), escrita pelo francês Honoré de Balzac. Tal expressão se refere às mulheres com idade próxima à casa dos 30 anos e, mais recentemente, também às mulheres de até 40 anos de idade.
Em A Mulher de Trinta Anos, Balzac faz uma apologia às mulheres de mais idade que, emocionalmente amadurecidas, podem viver o amor com maior plenitude - em completa oposição à tradicional e predominante figura das moças românticas que, nos livros de sua época, tinham não mais do que 20 e poucos anos. Júlia d`Àiglemont, a protagonista do livro, é o grande retrato da mulher mal casada que, após anos de infelicidade, encontra seu verdadeiro amor - no caso, Carlos Vandenesse - somente após ter completado 30 anos.